# Upplands runinskrifter 417
Upplands runinskrifter 417, U 417, är ett försvunnet vikingatida fragment av en runristad gravhäll som funnits vid Norrsunda kyrka, Norrsunda socken och Sigtuna kommun. Carl Mauritz Bolm iakttog och ritade av detta fragment i slutet av 1870-talet. Det ska ha funnits i kyrkogårdsmuren på den södra sidan av kyrkan.

## Inskriften
Translitterering av runraden:
[...i(k)ay/...i(þ)ay]